# Michelle Jaggard-Lai
Michelle Jaggard-Lai (* 6. Mai 1969 in Sydney) ist eine ehemalige australische Tennisspielerin.

## Karriere
Jaggard-Lai spielte 1984 ihre erste Profisaison. 1986 gewann sie den Juniorinnentitel von Wimbledon und ein Jahr später den Juniorinnentitel der Australian Open. Sie gewann in ihrer Karriere drei Doppeltitel auf der WTA Tour. An der Seite von Kimiko Date-Krumm erreichte sie 1992 das Viertelfinale der Australian Open. 1993 kam sie im Finale des Fed Cup für Australien zum Einsatz, musste aber gegen die Spanierin Conchita Martínez eine Niederlage hinnehmen.
1992 heiratete sie den niederländischen Fußballspieler Gershwin Lai. Nach der Saison 1994 verabschiedete sie sich im Alter von 25 Jahren vom Profitennis.

## Turniersiege im Doppel
| Nr. | Datum         | Turnier      | Kategorie   | Preisgeld | Belag             | Partnerin          | Finalgegnerinnen            | Ergebnis   |
| 1.  | 1987          | Indianapolis | WTA         | $75.000   | Hartplatz (Halle) | Jenny Byrne        | Beverly Bowes Hu Na         | 6:2, 6:3   |
| 2.  | Juli 1989     | Schenectady  | WTA Tier V  | $75.000   | Hartplatz         | Hu Na              | Sandra Birch Debbie Graham  | 6:3, 6:2   |
| 3.  | November 1994 | Taipeh       | WTA Tier IV | $100.000  | Hartplatz         | Rene Simpson-Alter | Nancy Feber Alexandra Fusai | 6:0, 7:610 |